# Walfred
Walfred lub Waltfred (ur. ? – 896) był hrabią Werony a następnie margrabią Friuli w ostatnich dziesięcioleciach IX wieku.
Walfred wcześnie poparł Berengara w jego staraniach o żelazną koronę Longobardów po detronizacji Karola Grubego w 887. Był consiliarius i marchio z nadania Karola i był największym po Berengarze możnowłacą we wschodniej Lombardii. Został nawet następcą Berengara we Friuli, lecz opinie uczonych są podzielone, w jakich nastąpiło to okolicznościach.
Mógł zostać następcą wyznaczony przez Berengara około 890, gdy ostatni raz słyszano o nim we Friuli. Annales Fuldenses pod rokiem 896 podają jak Walfred zmarł sprawując władzę i jak dzierżył Weronę z "wielkim oddaniem dla cesarza", tj. Arnulfa z Karyntii, wyraźnie stwierdzają też, że jego śmierć była sposobnością dla Berengara do wzmocnienia swych roszczeń do królestwa po wcześniejszej kłótni z Arnulfem z tego roku. Niektórzy sugerują, że Walfred został osadzony na miejsce Berengara przez Arnulfa w 896 po ucieczce Berengara z obozu Arnulfa na początku tego roku.
W tym wypadku Walfred rządziłby Friulią krócej niż rok.